# Megaster curvicornis
Megaster curvicornis är en svampart som beskrevs av Cif., Bat. & Nascim. 1956. Megaster curvicornis ingår i släktet Megaster, divisionen sporsäcksvampar och riket svampar.   Inga underarter finns listade i Catalogue of Life.